# Карибу (тауншип, Миннесота)
Карибу (англ. Caribou) — тауншип в округе Китсон, Миннесота, США. На 2000 год его население составило 48 человек.

## География
По данным Бюро переписи населения США площадь тауншипа составляет 114,5 км², из которых 114,5 км² занимает суша, а 0,1 км² — вода (0,07 %).

## Демография
По данным переписи населения 2000 года здесь находились 48 человек, 14 домохозяйств и 13 семей. Плотность населения — 0,4 чел./км². На территории тауншипа расположено 22 построек со средней плотностью 0,2 построек на один квадратный километр. Расовый состав населения: 100,00 % белых.
Из 14 домохозяйств в 42,9 % воспитывались дети до 18 лет, в 78,6 % проживали супружеские пары, в 7,1 % проживали незамужние женщины и в 7,1 % домохозяйств проживали несемейные люди. 7,1 % домохозяйств состояли из одного человека, при том 7,1 % из — одиноких пожилых людей старше 65 лет. Средний размер домохозяйства — 3,43, а семьи — 3,62 человека.
35,4 % населения — младше 18 лет, 8,3 % — в возрасте от 18 до 24 лет, 12,5 % — от 25 до 44, 25,0 % — от 45 до 64, и 18,8 % — старше 65 лет. Средний возраст — 42 года. На каждые 100 женщин приходилось 152,6 мужчин. На каждые 100 женщин старше 18 приходилось 106,7 мужчин.
Средний годовой доход домохозяйства составлял 30 625 долларов, а средний годовой доход семьи — 31 875 долларов. Средний доход мужчин — 25 417 долларов, в то время как у женщин — 16 875. Доход на душу населения составил 8835 долларов. За чертой бедности находились 13,3 % семей и 16,3 % всего населения тауншипа, из которых 16,7 % младше 18 и 25,0 % старше 65 лет.